# Charles Maurice de Talleyrand-Périgord
Charles Maurice de Talleyrand-Périgord (2. února 1754, Paříž – 17. květen 1838, Paříž) byl patrně nejznámější a nejúspěšnější státník a diplomat období Francouzské revoluce, napoleonských válek, restaurace Bourbonů a Vídeňského kongresu. Pro své zásluhy obdržel několik vysokých šlechtických titulů: roku 1806 kníže beneventský, roku 1807 vévoda de Talleyrand-Périgord, roku 1815 vévoda z Dina (Dino je kalábrijský ostrov).

## Život a činnost diplomatická
Talleyrand se narodil 2. února 1754 v Paříži jako hraběcí syn v rodině de Talleyrand-Périgord. Jeho otec byl plukovníkem královské gardy a matka byla dvorní dáma. Studoval na kněžském semináři Saint-Sulpice. Po jeho absolvování byl v roce 1779 vysvěcen na kněze a první post jeho církevní kariéry byl abbé při opatství Saint-Denis. Poté působil jako jeden ze dvou generálních inspektorů francouzského katolického kléru. V roce 1788 se stal biskupem v provinčním městě Autun, kde před návratem do Paříže strávil jen několik dní. Jelikož pro vadu dolní končetiny nemohl vykonávat vojenskou službu (nápadně kulhal), mohl vzhledem ke svému původu z vyšší, avšak zchudlé šlechty, dosáhnout vysokých funkcí jen v církevních službách. O charakteru postižení dolní končetiny panují rozporné názory. Talleyrand sám se ve svých Pamětech zmiňuje, že jako malé dítě spadl z komody, zlomenina byla příliš pozdě diagnostikována a léčena, a následkem toho se špatně zhojila. Častější je však názor, že se jednalo o vrozenou vadu dolní končetiny (typu pes equinovarus), nelze pominout ani podezření na Marfanův syndrom (systémová vývojová vada).

### Francouzská revoluce a klérus
V průběhu revoluce od roku 1789 přešel Talleyrand od kléru ke třetímu stavu a reprezentoval jej na zasedání generálních stavů i v nově se tvořícím Národním shromáždění. Byl politikem, jenž uznával nutnost reforem, což jej vzdalovalo od kléru. Jeho vztah k duchovenstvu se výrazně přiostřil, když se Talleyrand vyslovil pro znárodnění církevního majetku a výtěžek této akce chtěl použít k vyrovnání státních dluhů. V návrhu, který předložil, odůvodnil konfiskaci tím, že církev má majetek jen propůjčen k výkonu svého poslání, a ne jako osobní vlastnictví hodnostářů. Podle Talleyranda se tedy nejednalo o vyvlastnění. Roku 1791 složil přísahu na ústavu duchovenstva, čímž se podřídil státu. Vzdal se pak funkce biskupa z Autun. Papež Pius VI. jej za jeho činnost ostře kritizoval, zbavil jej všech církevních úřadů a exkomunikoval z církve. V předvečer hrůzovlády v roce 1792 opustil Talleyrand prozíravě Francii, když si za Dantonovy pomoci opatřil výjezdní povolení, oficiálně se svým již druhým diplomatickým posláním ve Velké Británii. To mu později umožnilo hladký návrat, jelikož na něho nepadlo odium emigranta. Po nějakém čase byl z Anglie premiérem Williamem Pittem mladším na nátlak francouzských protirepublikánských exulantů vyhoštěn. Uchýlil se do USA, kde se zabýval mj. bankovními a pozemkovými spekulacemi ve službách Theophila Cazenove, usídleného ve Filadelfii, a stýkal se s tamějšími francouzskými emigranty. Teprve roku 1796 se vrátil do Francie přes severní Německo, kde krátce pobýval v hanzovním městě Hamburku. Již v roce 1797 byl na přímluvu své tehdejší přítelkyně paní Germaine de Staël vládnoucím Direktoriem pod vedením Paula Barrase jmenován francouzským ministrem zahraničí jako nástupce Charlese Delacroixe, otce malíře Eugèna Delacroixe. Madame de Staël byla velmi zámožná manželka dlouholetého švédského velvyslance v Paříži, významná spisovatelka a vlivná dáma francouzské společnosti.

### Talleyrand ve službách Napoleona

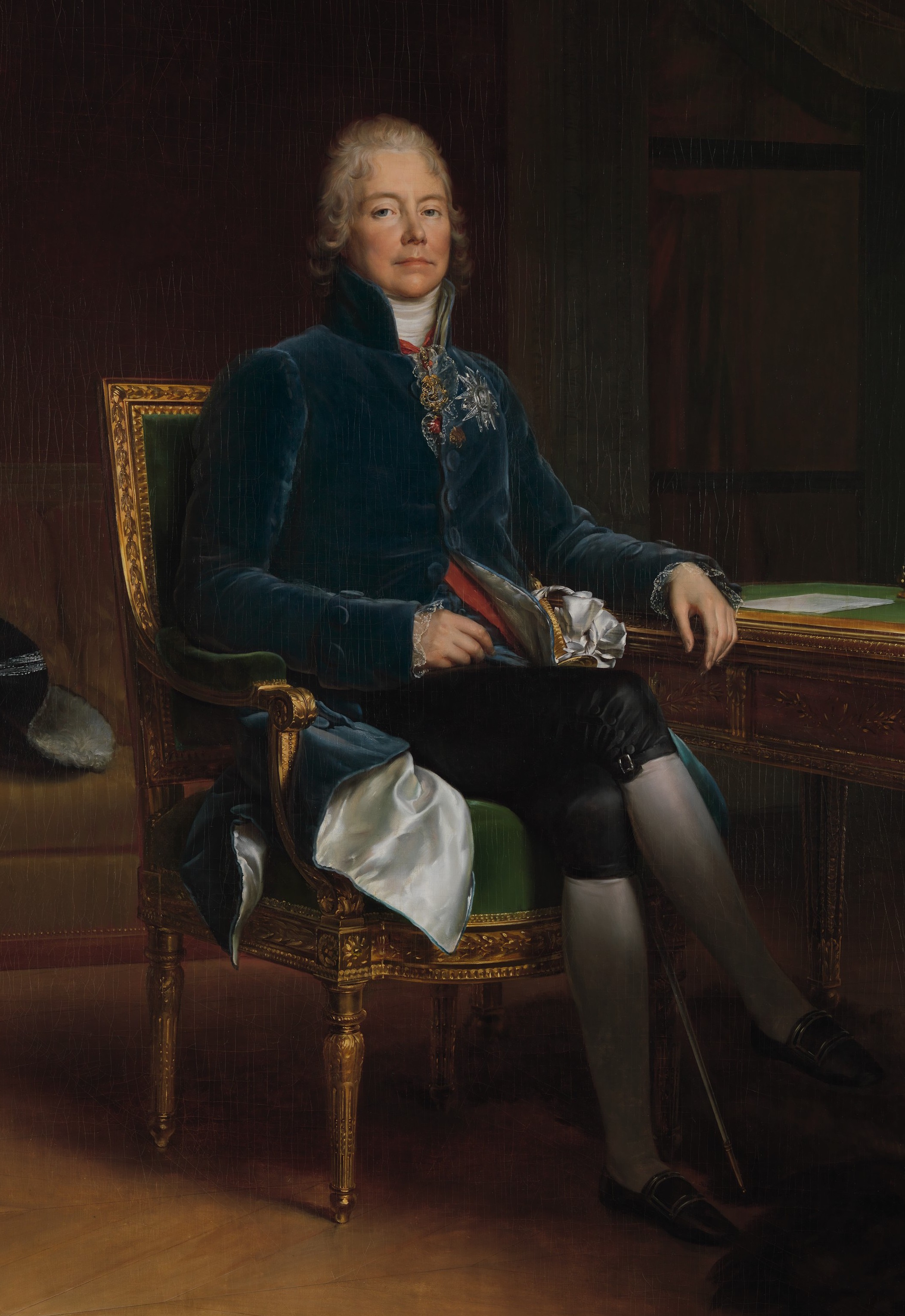
Vévoda de Talleyrand-Périgord na portrétu od Françoise Gérarda z roku 1808

Jelikož nechtěl být nadále politicky spojován s Direktoriem, které bylo dle jeho mínění odsouzeno ke krachu, rezignoval roku 1799 na funkci ministra zahraničí a připojil se k nové mladé síle – k Napoleonu Bonapartovi, kterého podpořil při jeho státním převratu dne 18. brumaire roku VIII podle revolučního kalendáře, tj. 9. listopadu 1799, načež byl Napoleonem coby prvním konzulem jmenován opět ministrem zahraničí. Roku 1802 vstoupil do svazku manželského s Catherine Worlée-Grandovou, ženou s níž už delší dobu žil a která měla dosti pochybnou pověst. Říkalo se, že je krásná, avšak málo inteligentní. Manželství zůstalo bezdětné. Talleyrand byl tehdy hlavním propagátorem myšlenky vytvoření císařství a postaral se o hladké diplomatické uznání francouzského císařství většinou světových států. Jeho názory na budoucnost Francie se však od Napoleonových značně lišily. Talleyrand zastával názor, že mírem v Amiensu z roku 1802 získala Francie více, než bylo možno očekávat, přesto však Napoleona dále podporoval a v roce 1804 byl jedním z protagonistů mezinárodní aféry spojené s popravou, zřejmě neprávem odsouzeného Ludvíka Bourbonského, vévody z Enghienu. Roku 1805 podepsal Bratislavský mír a v roce 1807 i mír v Tylži (Tilsit). S obrovskou předvídavostí, vida Napoleonovu říši na vrcholu svých možností, podal demisi ještě v roce 1807 a postupně se od Napoleona myšlenkově a politicky vzdaloval. V roce 1808 při setkání monarchů v Erfurtu pak s carem Alexandrem I. tajně uzavřel dohodu o spolupráci. Od té doby soustavně proti Napoleonovi konspiroval. Po Napoleonově pádu, na kterém měl výrazný podíl, pomohl zpět na královský trůn rodu Bourbonů, i když proti němu měl vzhledem ke svým pokrokovějším názorům značné výhrady. V období tzv. restaurace za vlády krále Ludvíka XVIII. byl dvakrát krátce ministrem zahraničí, z toho jednou zároveň premiérem. Jeho hvězdná hodina udeřila na tančícím Vídeňském kongresu, kdy se mu jako zástupci poražené země podařilo mistrným diplomatickým postupem dojednat pro Francii příznivé podmínky a uhájit její hranice v rozsahu z roku 1789.

### Vyslanec ve Velké Británii
Když v roce 1830 vypukla Červencová revoluce, byl Talleyrand jedním z předních navrhovatelů Ludvíka Filipa jako francouzského krále. Ten jej poté pověřil diplomatickým zastupováním Francie ve Velké Británii (1830–1834). Zde se Talleyrand snažil působit na sbližování obou států, jejichž vztahy byly léta těžce narušeny. Svůj poslední kousek mistrovské diplomacie předvedl při jednáních o nezávislosti Belgie. I díky jeho postupu mohl být 4. října 1830 princ Leopold Georg Christian Friedrich von Sachsen-Coburg-Saalfeld zvolen belgickým králem Leopoldem I.
Talleyrand proslul nejen jako politik a diplomat, ale také jako vynikající řečník, vtipný glosátor, labužník a mimořádný znalec vína a žen.

## Potomci
Talleyrand neměl žádné manželské děti, ale několik nemanželských. Nejznámější je Charles-Joseph de Flahaut, syn Marie-Adélaïde Filleul, hraběnky de Flahaut de La Billarderie, důstojník Napoleonovy armády, milenec jeho vyženěné dcery Hortensie z Beauharnais (královny holandské) a otec pozdějšího ministra vnitra Druhého císařství vévody de Morny. Talleyrandovo otcovství slavného malíře Eugèna Delacroixe, dokládané údajnou podobou obou mužů a Talleyrandovou nápadnou podporou mladého malíře, je naproti tomu velmi nejisté.

## Smrt
Charles-Maurice de Talleyrand-Périgord zemřel 17. května 1838 v Paříži a byl pohřben na svém zámku Valençay. Univerzální dědičkou se stala jeho dlouholetá společnice Dorothea von Biron, tehdy ve Francii zvaná Dorothée duchesse de Dino, později Dorothée de Courlande, od roku 1824 rozvedená manželka jeho synovce Edmonda de Talleyrand-Périgord.